# 13e cérémonie des Phoenix Film Critics Society Awards
La 13e cérémonie des Phoenix Film Critics Society Awards (PFCS Awards), décernés par la Phoenix Film Critics Society, a eu lieu le 18 décembre 2012, et a récompensé les films réalisés dans l'année,.

## Palmarès

### Meilleur film
- Argo
  - Avengers (The Avengers)
  - Les Bêtes du sud sauvage (Beasts of the Southern Wild)
  - Happiness Therapy (Silver Linings Playbook)
  - Lincoln
  - Moonrise Kingdom
  - Les Misérables
  - L'Odyssée de Pi (Life Of Pi)
  - Skyfall
  - Zero Dark Thirty

### Meilleur réalisateur
- Kathryn Bigelow pour Zero Dark Thirty
  - Ben Affleck pour Argo
  - Tom Hooper pour Les Misérables
  - Ang Lee pour L'Odyssée de Pi (Life Of Pi)
  - Steven Spielberg pour Lincoln

### Meilleur acteur
- Daniel Day-Lewis pour le rôle d'Abraham Lincoln dans Lincoln
  - John Hawkes pour le rôle de Mark O'Brien dans The Sessions
  - Anthony Hopkins pour le rôle d'Alfred Hitchcock dans Hitchcock
  - Hugh Jackman pour le rôle de Jean Valjean dans Les Misérables
  - Joaquin Phoenix pour le rôle de Freddie Quell dans The Master

### Meilleure actrice
- Jessica Chastain pour le rôle de Maya dans Zero Dark Thirty
  - Jennifer Lawrence pour le rôle de Tiffany dans Happiness Therapy (Silver Linings Playbook)
  - Quvenzhané Wallis pour le rôle d'Hushpuppy dans Les Bêtes du sud sauvage (Beasts of the Southern Wild)
  - Mary Elizabeth Winstead pour le rôle de Kate Hannah dans Smashed

### Meilleur acteur dans un second rôle
- Philip Seymour Hoffman pour le rôle de Lancaster Dodd dans The Master
  - Javier Bardem pour le rôle de Raoul Silva dans Skyfall
  - Robert De Niro pour le rôle de Pat Solitano Sr dans Happiness Therapy (Silver Linings Playbook)
  - Tommy Lee Jones pour le rôle de Thaddeus Stevens dans Lincoln
  - Ezra Miller pour le rôle de Patrick dans Le Monde de Charlie (The Perks of Being a Wallflower)

### Meilleure actrice dans un second rôle
- Anne Hathaway pour le rôle de Fantine dans Les Misérables
  - Judi Dench pour le rôle de M dans Skyfall
  - Sally Field pour le rôle de Mary Todd Lincoln dans Lincoln
  - Helen Hunt pour le rôle de Cheryl dans The Sessions
  - Emma Watson pour le rôle de Sam dans Le Monde de Charlie (The Perks of Being a Wallflower)

### Meilleur jeune acteur
- Tom Holland – The Impossible (Lo impossible)
  - C.J. Adams – La Drôle de vie de Timothy Green (The Odd Life of Timothy Green)
  - Jared Gilman – Moonrise Kingdom
  - Daniel Huttlestone – Les Misérables

### Meilleure jeune actrice
- Quvenzhané Wallis – Les Bêtes du sud sauvage (Beasts of the Southern Wild)
  - Isabelle Allen – Les Misérables
  - Maude Apatow – 40 ans : Mode d'emploi (This Is 40)
  - Kara Hayward – Moonrise Kingdom

### Meilleure distribution
- Moonrise Kingdom
  - Argo
  - Happiness Therapy (Silver Linings Playbook)
  - Les Misérables

### Meilleur espoir devant la caméra
- Quvenzhané Wallis – Les Bêtes du sud sauvage (Beasts of the Southern Wild)
  - Mark Duplass – Safety Not Guaranteed
  - Dwight Henry – Les Bêtes du sud sauvage (Beasts of the Southern Wild)
  - Suraj Sharma – L'Odyssée de Pi (Life Of Pi)

### Meilleur espoir derrière la caméra
- Benh Zeitlin – Les Bêtes du sud sauvage (Beasts of the Southern Wild)
  - Stephen Chbosky – Le Monde de Charlie (The Perks of Being a Wallflower)
  - Seth MacFarlane – Ted
  - Craig Zobel – Compliance

### Meilleur scénario original
- Moonrise Kingdom – Roman Coppola et Wes Anderson
  - Arbitrage – Nicholas Jarecki
  - The Master – Paul Thomas Anderson
  - Zero Dark Thirty – Mark Boal

### Meilleur scénario adapté
- Argo – Chris Terrio
  - Happiness Therapy (Silver Linings Playbook) – David O. Russell
  - Les Misérables – William Nicholson
  - Le Monde de Charlie (The Perks of Being a Wallflower) – Stephen Chbosky

### Meilleurs décors
- Moonrise Kingdom
  - Anna Karénine (Anna Karenina)
  - Cloud Atlas
  - Le Hobbit : Un voyage inattendu (The Hobbit: An Unexpected Journey)
  - Les Misérables

### Meilleurs costumes
- Anna Karénine (Anna Karenina)
  - Royal Affair (En kongelig affære)
  - Le Hobbit : Un voyage inattendu (The Hobbit: An Unexpected Journey)
  - Lincoln
  - Les Misérables

### Meilleure photographie
- L'Odyssée de Pi (Life Of Pi) – Claudio Miranda
  - Lincoln – Janusz Kaminski
  - Les Misérables – Danny Cohen
  - Skyfall – Roger Deakins
  - Zero Dark Thirty – Greig Fraser

### Meilleur montage
- Argo – William Goldenberg
  - The Dark Knight Rises – Lee Smith
  - L'Odyssée de Pi (Life Of Pi) – Tim Squyres
  - Skyfall – Stuart Baird
  - Zero Dark Thirty – William Goldenberg et Dylan Tichenor

### Meilleurs effets visuels
- L'Odyssée de Pi (Life Of Pi)
  - Avengers (The Avengers)
  - Cloud Atlas
  - Le Hobbit : Un voyage inattendu (The Hobbit: An Unexpected Journey)
  - Prometheus

### Meilleures cascades
- Skyfall
  - Avengers (The Avengers)
  - The Dark Knight Rises
  - Jason Bourne : L'Héritage (The Bourne Legacy)
  - Looper

### Meilleure chanson originale
- Skyfall interprétée par Adele – Skyfall
  - Suddenly interprétée par Hugh Jackman – Les Misérables
  - When Can I See You Again interprétée par Owl City – Les Mondes de Ralph (Wreck-it Ralph)

### Meilleure musique de film
- Skyfall – Thomas Newman
  - Hitchcock – Danny Elfman
  - Lincoln – John Williams
  - L'Odyssée de Pi (Life Of Pi) – Mychael Danna

### Meilleur film en langue étrangère
- Intouchables •  France
  - Royal Affair (En kongelig affære) •  Danemark
  - Amour •  Autriche /  France
  - Headhunters •  Norvège
  - Jiro Dreams of Sushi •  Japon

### Meilleur film d'animation
- Les Mondes de Ralph (Wreck-it Ralph)
  - Les Cinq Légendes (Rise Of The Guardians)
  - L'Étrange Pouvoir de Norman (ParaNorman)
  - Frankenweenie
  - Rebelle (Brave)

### Meilleur film documentaire
- Sugar Man (Searching For Sugar Man)
  - Bully
  - Jiro Dreams of Sushi
  - The Queen of Versailles

### Meilleur film de famille
- L'Odyssée de Pi (Life Of Pi)
  - Miracle en Alaska (Big Miracle)
  - Chimpanzés (Chimpanzee)
  - La Drôle de vie de Timothy Green (The Odd Life of Timothy Green)

### Meilleur film passé inaperçu
- Safety Not Guaranteed
  - La Cabane dans les bois (The Cabin in the Woods)
  - Jeff, Who Lives at Home
  - Le Monde de Charlie (The Perks of Being a Wallflower)
  - Sound of My Voice